# Cirkus (film, 1939)
Cirkus är en dansk-svensk dramafilm från 1939 i regi av George Schnéevoigt.
Filmen premiärvisades 4 september 1939 på biograf Palladium i Stockholm. Den spelades in vid Nordisk Films ateljéer i Valby Danmark av Valdemar Christensen. 

## Rollista i urval
- Carl Ström - Magnus Bohlin, 'Altmeister'
- Gösta Cederlund - Hjalmar Bohlin, hans son
- Tollie Zellman - Olivia, kallad Olle, Magnus' dotter
- Ellen Løjmar - Paula Bohlin, gift med Hjalmar
- Nils Kihlberg - Ernst, deras son
- Viveka Linder - Karin, deras dotter
- Ragnar Planthaber - lille Alfredo
- Bror Bügler - Bengt Strömberg, läkare
- Henrik Schildt - Oskar Svensson, musikdirektör
- Ruth Stevens - Hanna, hans hustru, Olles dotter
- Fritiof Billquist - Georg Jansson, clown
- Peter Höglund - Hasse Jansson, clown
- Victor Montell - Maurice Dupont, deras partner
- Eric Malmberg - Dr. Hollander
- Valdemar Møller - Hahnemann, impressario

## Musik i filmen
- Ein Sommernachtstraum. Hochzeitmarsch (En midsommarnattsdröm. Bröllopsmarsch), kompositör Felix Mendelssohn-Bartholdy
- Clownens sång, kompositör Erik Fiehn, text Nils-Georg som är en pseudonym för Nils Perne och Georg Eliasson
- Gavotte (Gossec), kompositör François-Joseph Gossec
- Leichte Cavallerie (Lätta kavalleriet), kompositör Franz von Suppé